# Chonino
Chonino fue un perro argentino de raza Ovejero Alemán de pelo largo que perteneció a la Policía Federal Argentina, recordado por ser el único que murió en acción en toda la historia de la Fuerza, y que por su valentía y sacrificio se conmemora el "Día Nacional del Perro" el día de su fallecimiento.

## Historia
Chonino era un perro Ovejero Alemán de gran tamaño, nacido el 4 de abril de 1975. En diciembre de 1977 fue reclutado por la Policía Federal Argentina en la División Perros y luego de ser adiestrado como perro de seguridad, se lo catalogó como perro de presa; por lo que se lo reconocía apto para entrar en acción en situaciones donde peligrara la vida de sus conductores o terceros inocentes.
Como perro de policía, cumple su primer servicio participando del operativo de seguridad en el partido inaugural del mundial de fútbol de 1978, realizado en Argentina, en el estadio de River Plate. El animal pertenece a la División Perros de la Policía Federal Argentina con asiento en la capital federal, a raíz de episodios de inseguridad de la época es asignado a patrullar como refuerzo la zona de la comisaría número 45 en el barrio de Devoto, de la capital Argentina a manos de su guía Luis Alberto Sibert apoyado por Jorge Ianni.
El 2 de junio de 1983, realiza un patrullaje de rutina junto a su guía, el Suboficial Luis Sibert, en compañía del agente Jorge Ianni en la avenida Lastra y General Paz. Cerca de las 20 horas en una noche fría y bajo una fuerte lluvia, los oficiales se encuentran con dos sospechosos que merodean la zona sobre la calle Lastra cerca de un comercio que estaba por cerrar entre los autos estacionados. Al tratar de identificarlos, los malhechores comienzan a efectuar disparos, y los uniformados se traban en lucha con los mismos. En el enfrentamiento, ambos oficiales resultan gravemente heridos, como también los delincuentes, alcanzados por las balas del Suboficial Sibert, aunque heridos de menor gravedad logran huir a la carrera hacia la avenida Gral. Paz. Durante la huida, Chonino, al ver herido a su guía y recibiendo la voz de ataque, corre y se abalanza sobre uno de sus agresores, lo ataca y logra desarmarlo, pero recibe un disparo en el pecho, efectuado por el otro delincuente, que le atraviesa todo el torso. El animal, agonizando, se arrastra con sus últimas fuerzas más de 100 metros hacia su guía que yacía gravemente herido en el suelo y muere sobre él, el Suboficial Luis Alberto Sibert, guía de Chonino, que se recuperaría y lograría salvar su vida luego de las graves heridas sufridas tras varias operaciones y de una larga convalecencia de 6 meses, gracias a pericia de los doctores del Hospital Churruca. Mientras que el oficial Jorge Ianni, moriría más tarde por las heridas recibidas.
Tras el enfrentamiento, la policía constata que Chonino, ya muerto, aún apretaba entre sus mandíbulas un trozo de la campera del delincuente al que atacó: era el bolsillo de su gamulán y en su interior estaban los documentos que lo identificaban. Gracias a este acto heroico, los maleantes fueron detenidos 5 días después en la provincia de Buenos Aires, hacia donde habían huido.
Actualmente los restos de Chonino descansan en el Círculo de la Policía Federal Argentina y los de su guía Luis Alberto Sibert, fallecido 25 años después del episodio, el 13 de diciembre de 2007, en el Cementerio de la Chacarita.

## Homenajes
- En el predio de la Policía Montada instalaron una estatua de bronce en su memoria.
- La calle de acceso a la Sección Agrupación Perros, entre Salguero y la Avenida Carlos Casares, detrás del shopping Alcorta en la Capital Federal, lleva su nombre.
- Desde 1996, a petición de la periodista y escritora Cora Cané y sus lectores, el 2 de junio se conmemora en Argentina el "Día Nacional del Perro".
- La División Perros de la Policía Federal Argentina, rinde cada año un homenaje a Chonino y extensivamente a todos los perros de la fuerza.